# Gemeinde Rahovec
Die Gemeinde Rahovec (albanisch Komuna e Rahovecit, serbisch Општиа Ораховац Opština Orahovac) ist eine Gemeinde im Kosovo. Sie liegt im Bezirk Gjakova. Verwaltungssitz ist die Stadt Rahovec.

## Geographie
Die Gemeinde Rahovec befindet sich im Südwesten des Kosovo. Im Westen grenzt sie an die Gemeinde Gjakova, im Norden an die Gemeinden Klina und Malisheva, im Osten an die Gemeinden Suhareka und Mamusha und im Süden an die Gemeinde Prizren. Insgesamt befinden sich 34 Dörfer in der Gemeinde. Die Fläche beträgt 276 km². Zusammen mit den Gemeinden Gjakova, Deçan und Junik bildet die Gemeinde den Bezirk Gjakova.

## Bevölkerung
Die Volkszählung aus dem Jahr 2011 ergab für die Gemeinde Rahovec eine Einwohnerzahl von 56.208, davon waren 55.166 (98,14 %) Albaner, 404 Aschkali, 299 Balkan-Ägypter, 134 Serben, zehn Bosniaken und zwei Türken.
55.810 deklarierten sich als Muslime, 134 als Orthodoxe, 89 als Katholiken und sechs waren Atheisten.
| Zensus    | 1948   | 1953   | 1961   | 1971   | 1981   | 1991   | 2011   |
| --------- | ------ | ------ | ------ | ------ | ------ | ------ | ------ |
| Einwohner | 20.350 | 22.687 | 26.839 | 35.215 | 46.459 | 59.877 | 56.208 |

| Ethnie    | Albaner | Serben | Türken | Bosniaken | Roma | Aschkali | Balkan-Ägypter | Andere | Unbekannt |
| --------- | ------- | ------ | ------ | --------- | ---- | -------- | -------------- | ------ | --------- |
| Einwohner | 55.166  | 134    | 2      | 10        | 84   | 404      | 299            | 11     | 83        |

| Religion  | Muslime | Orthodoxe | Katholiken | Atheisten | Andere | Unbekannt |
| --------- | ------- | --------- | ---------- | --------- | ------ | --------- |
| Einwohner | 55.810  | 134       | 89         | 6         | 5      | 92        |

## Orte
| Albanisch         | Serbisch        | Einwohnerzahl (Volkszählung 2011) |
| ----------------- | --------------- | --------------------------------- |
| Bërnjak           | Brnjača         | 40                                |
| Bratotin          | Bratotin        | 396                               |
| Brestoc           | Brestovac       | 1288                              |
| Celina            | Celina          | 1903                              |
| Çifllak           | Čiflak          | 1292                              |
| Dabidol           | Dobri Dol       | 799                               |
| Dejna             | Danjane         | 1757                              |
| Drenoc            | Drenovac        | 1587                              |
| Fortesa           | Bela Crkva      | 2270                              |
| Gexha             | Gedža           | 660                               |
| Hoça e Madhe      | Velika Hoča     | 124                               |
| Hoça e Vogël      | Mala Hoča       | 1166                              |
| Kaznik            | Koznik          | 164                               |
| Kramovik          | Kramovik        | 1125                              |
| Krusha e Madhe    | Velika Kruša    | 4473                              |
| Mrasor            | Mrasor          | 191                               |
| Nagac             | Nogavac         | 743                               |
| Nushpal           | Našpale         | 220                               |
| Opterusha         | Opteruša        | 1911                              |
| Pastasella        | Pusto Selo      | 1011                              |
| Pataçan i Epërm   | Gornje Potočane | 533                               |
| Pataçan i Poshtëm | Donje Potočane  | 1077                              |
| Guri i Kuq        | Petković        | 731                               |
| Polluzha          | Poluža          | 808                               |
| Radosta           | Radoste         | 2346                              |
| Rahovec           | Orahovac        | 15892                             |
| Ratkoc            | Ratkovac        | 3791                              |
| Retia             | Retimlje        | 771                               |
| Retia e Poshtme   | Donje Retimlje  | 234                               |
| Sapniq            | Sopnić          | 996                               |
| Sarosh            | Saroš           | 6                                 |
| Senoc             | Sanovac         | 687                               |
| Vrajaka           | Vranjak         | 838                               |
| Xërxa             | Zrze            | 3184                              |
| Zatriq            | Zatrić          | 535                               |
| Zoçishta          | Zočište         | 659                               |